# Tanda en circuito

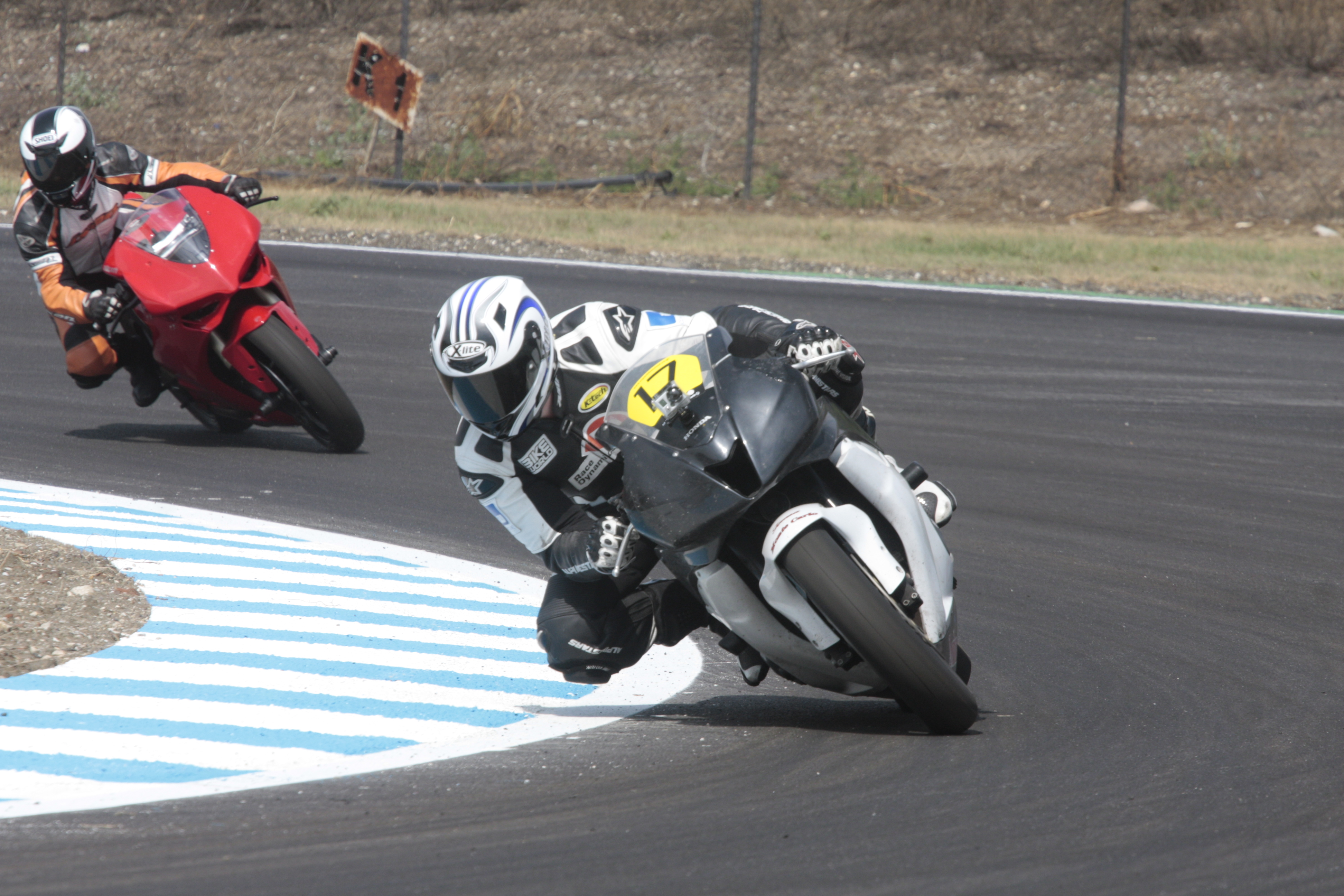
Un instructor enseña a pilotear motocicletas a un alumno durante una tanda en circuito.

Una tanda en circuito es un actividad en los deportes de motor donde los asistentes recorren un circuito de carreras en un vehículo motorizado, como un automóvil de carreras o motocicleta de manera recreativa, sea a alta velocidad o a velocidad de crucero, aunque sin competir.[cita requerida] Los asistentes deben contar con licencia de manejo, sin que haga falta una licencia de competición. Pueden utilizar sus propios vehículos, o bien, alquilar los ofrecidos por el organizador del evento.
A menudo, los pilotos de una tanda en circuito se dividen en grupos, según su experiencia o velocidad, a fin de evitar molestias, despistes y choques. Otras tandas se organizan con formato de escuela de manejo, donde los profesores enseñan técnicas de manejo a los asistentes.
En ocasiones, los organizadores de una prueba de automovilismo o motociclismo realizan tandas en circuito como parte de la programación del evento.[cita requerida]